# Ringens krig
Ringens krig (engelska: War of the Ring) är ett fiktivt krig i Ringarnas herre och andra böcker av J.R.R. Tolkien.
Ringens krig utkämpades främst i början av år 3019 i Tredje åldern i västra Midgård och omfattar nitton stora slag: två slag vid Isenvadet, slaget om Hornborgen i Helms klyfta, stormningen av Isengård, tre anfall mot Lothlórien, två slag i Mörkmården, slaget om Dal, slaget om Pelargir, två slag om Osgiliath, belägringen av Erebor, slaget på Pelennors slätt vid Minas Tirith, anfallet mot Dol Guldur, invasionen av Fylke, slaget vid Morannon samt återtagandet av Fylke.